# Hyperolius drewesi
Hyperolius drewesi – gatunek endemicznego płaza bezogonowego z rodziny sitówkowatych (Hyperoliidae), występujący na Wyspie Książęcej. 

## Opis
Gatunek ten został wyodrębniony w 2016 roku przez herpetolożkę Raynę C. Bell w związku ze znaczącymi różnicami genetycznymi i morfologicznymi w porównaniu z innymi gatunkami Hyperolius zasiedlającymi Wyspy Św. Tomasza i Książęcą. Epitet gatunkowy pochodzi od nazwiska amerykańskiego herpetologa Roberta C. Drewesa badającego batrachofaunę Afryki i Wysp Św. Tomasza i Książęcej.
Płaz ten posiada smukłe ciało, długość ciała od czubka pyska do ujścia kloaki wynosi 24,8–30,9 mm u samców i 32,7 mm u samic (dotychczas zbadany został jeden osobnik płci żeńskiej). Głowa szersza niż dłuższa, pysk krótki, tępy i zaokrąglony. Tęczówka ma kolor złoty. Błona bębenkowa słabo zaznaczona i okrągła. Brak modzeli godowych. Skóra na grzbiecie chropowata, a na kończynach gładka. Brak fałdu grzbietowo-bocznego. Skóra na przednim odcinku brzucha gładka, a na tylnym szorstka. Występuje rezonator. Grzbiet ma kolor zielony, brzuch jest półprzezroczysty, a klatka piersiowa biała. Występuje dymorfizm płciowy.

## Zasięgi siedlisko
Endemit, występuje na Wyspie Książęcej, jednej z wysp Wysp Świętego Tomasza i Książęcej, zazwyczaj na wysokościach bezwzględnych 0–650 m n.p.m., chociaż widywany był również na szczycie Pico de Príncipe (wysokość 948 m n.p.m.). Zasiedla lasy pierwotne, użytki rolne, gaje kokosowe, plantacje kawy. Występuje również na obszarach zmodyfikowanych przez działalność człowieka. Gatunek ten jest głównie aktywny nocą i widywany jest na gałęziach i liściach w pobliżu potoków i małych zbiorników wodnych.

## Rozmnażanie i rozwój
Tak jak u H. molleri, samica składa jaja na liściach zwisających nad wodą. Jaja mają średnicę 2 mm.

## Status
Gatunkowi temu nie zagraża wyginięcie w związku z m.in. wysokim potencjałem do adaptacji.